# 上総大寺廃寺

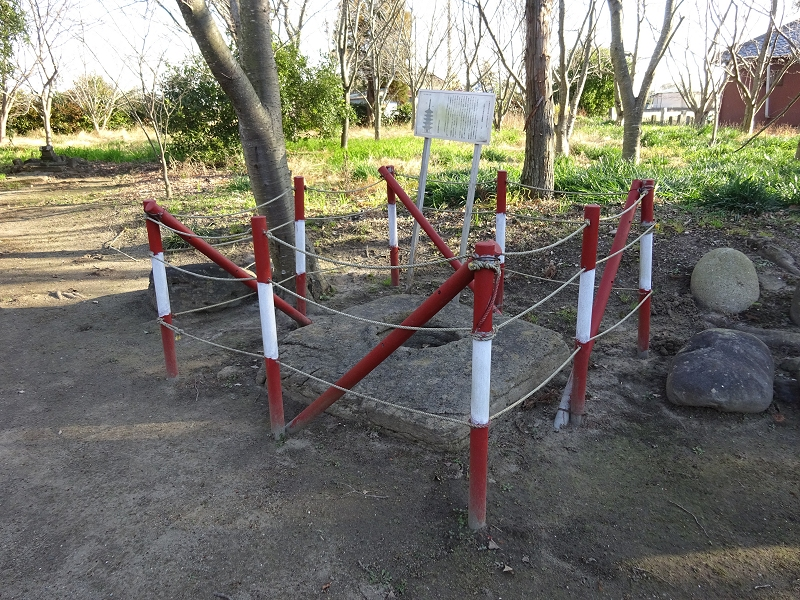
上総大寺廃寺跡 露盤

上総大寺廃寺（かずさおおてらはいじ）は、千葉県木更津市大寺にあった古代寺院。史跡指定はされていない。露盤が千葉県指定有形文化財に指定されている。

## 概要

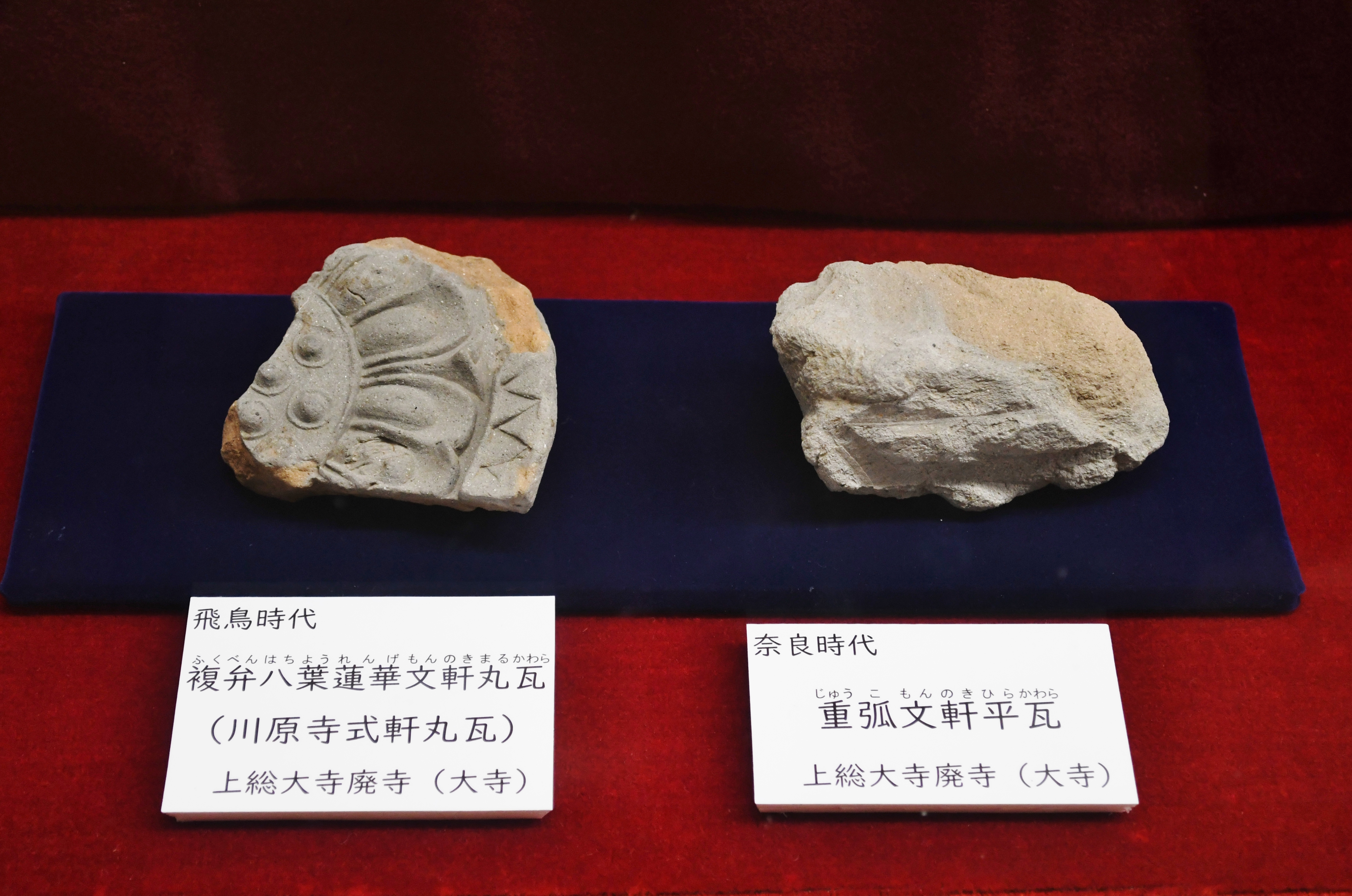
軒瓦木更津市郷土博物館金のすず展示。

出土した軒丸瓦の文様が複弁八葉蓮華文であることから、奈良県飛鳥の四大寺の一つである川原寺との関連が非常に高いと見られる寺で、川原寺の創建年代に近い7世紀後半に作られた上総の国最古の寺院と考えられている。
元禄年間（1688-1704年）に「塔の越」と呼ばれる場所から露盤が掘り出されており、地元では「塔の沓石」「護摩壇石」などと呼ばれていたという。この露盤は、層塔の最上部相輪の下に置かれる四角い盤で、根頂部の防水の役割を果たしている。石製で、各地で数例が知られているが、その中でも古いものである。上総大寺廃寺に木製の層塔が存在していたことを示し、大伽藍が備わっていたことを示唆する。

## 文化財

### 千葉県指定文化財
- 有形文化財
  - 上総大寺廃寺露盤（考古資料） - 所有者は熊野神社。2001年（平成13年）3月30日指定。

## アクセス
JR久留里線上総清川駅から小櫃川を渡り、徒歩18分。現在、大寺廃寺の敷地は熊野神社となっている。